# Ануфриев, Евгений Александрович
Евге́ний Алекса́ндрович Ану́фриев (3 января 1922, Тверская губерния — 5 февраля 2020, Москва) — советский и российский философ

, заслуженный деятель науки РСФСР, заслуженный профессор Московского университета, участник Великой Отечественной войны.

## Биография
Родился 3 января 1922 года на хуторе Лапичино Ржевского уезда Тверской губернии. Был двенадцатым ребёнком в зажиточной крестьянской семье. Мать умерла в 1924 году. Отца в 1928 году за невыполнение задания по сдаче хлеба государству осудили на пять лет с конфискацией имущества. После этого Евгений жил по очереди в семьях старших сестёр. В 1937 году переехал в Москву. 18 июня 1941 года окончил школу № 284.
После начала войны как комсомольский активист, а также имеющий опыт обращения с оружием (увлекался охотой), 17 июля 1941 года был зачислен в Войска Особой группы при НКВД СССР, в октябре 1941 года сведённые в Отдельную мотострелковую бригаду особого назначения НКВД (ОМСБОН), предназначенную для разведывательно-диверсионной деятельности в тылу противника.

Евгений Ануфриев — боец ОМСБОНа, 1942 год.

В составе сводного батальона ОМСБОН участвовал в параде на Красной площади 7 ноября 1941 года. После парада, из 1-го батальона 2-го мотострелкового полка бригады, в котором служил Евгений Ануфриев (командир батальона М. С. Прудников), сформировали Сводный (Особый) отряд ОМСБОН НКВД (именовавшийся в приказах Западного фронта — Отряд инженерных войск НКВД), после чего отправили на передовую в район севернее Клина. Его бойцы ставили мины, уничтожали мосты, объекты имевшие военное значение, взрывали фугасами дороги с целью замедления продвижения наступавших немецких войск, часто выполняя задачи при непосредственном боевом соприкосновении с противником.
Во второй половине декабря 1941 года батальон был отозван в Москву — в расположение бригады. Из его бойцов, а также из бойцов других подразделений ОМСБОН, сформировали несколько отрядов лыжников. В один из этих отрядов, под командованием старшего лейтенанта К. З. Лазнюка, попал и Евгений Ануфриев.
18 января 1942 года отряд Лазнюка, вместе с тремя другими отрядами из состава ОМСБОН, прибыл на передовую — на участок 10-й армии Западного фронта, приступив к боевой деятельности.
22 января группа из состава отряда в количестве 27 бойцов ОМСБОНа, под командованием К. З. Лазнюка и политрука М. Т. Егорцева, получила приказ совершить скрытый марш-бросок и внезапным ударом выбить противника численностью по предварительным данным около взвода из деревни Хлуднево. При необходимости лыжников Лазнюка должны были поддержать подразделения 328-й стрелковой дивизии, к тому времени сильно обескровленные в боях.
В ночь с 22 на 23 января лыжники вышли в назначенный район и заняли позицию на окраине Хлуднево, проведя предварительную разведку. Несколько бойцов, в числе которых был и Е. А. Ануфриев, бесшумно сняли немецких часовых, после чего вся группа скрытно вошла в деревню и атаковала фашистов, вступив в бой с противником, как оказалось, имевшим в данном населённом пункте силы не менее батальона, поддерживаемого танками и миномётами. В результате неравного боя из всей группы в живых осталось лишь пятеро.

… Я оказался на самом правом фланге. Стрелять было трудно — очень мощный огонь был с той стороны, в основном очередями, трассирующими пулями. Потом стали рваться мины… Для меня тогда время очень сжалось, и я не могу сейчас до деталей всё вспомнить. И вообще сколько прошло времени — сказать не могу. Помню как подошёл сзади Лазнюк, его лицо было в крови. Он приказал отходить к сараям. Я видел как ползли ребята, и один из них, раненый, теряя силы вдруг взорвал себя гранатой. К сараям я подошёл практически без патронов… Немцы нас обходили, заходили с тыла. Патроны кончились. Тогда я поднёс наган к виску — это не рисовка, в плен попадать нам было невозможно… В это время из-за сарая буквально вывалились раненый Кругляков и с ним совсем уже окровавленный Лазнюк. Кругляков крикнул: «Помоги!». Я спрятал наган, и мы вдвоём стали вытаскивать Лазнюка. По снегу это было очень трудно. Где пробежим немножко, где упадём, ползём… По нам вели огонь очень сильно… Пришлось даже из револьвера отстреливаться — но далеко было, не попал… Наконец мы свалились в овраг, там было какое-то пехотное подразделение, около взвода, которое не рискнуло прийти к нам на помощь…
— Оборона Москвы, Судьбы и подвиги: Снежные кавалеристы.
Погибшие лыжники (22 человека) были посмертно награждены орденами Ленина, замполитрука Л. Х. Папернику кроме того присвоено звание Героя Советского Союза (посмертно), оставшиеся в живых красноармеец Е. А. Ануфриев и младший сержант А. П. Кругляков награждены орденами Красного Знамени, а вынесенный ими с поля боя раненый командир отряда К. З. Лазнюк — орденом Ленина. Ещё один из пяти выживших — красноармеец И. Т. Корольков, был награждён орденом Красной Звезды. Награды вручил в Кремле М. И. Калинин 1 сентября 1942 года. Впоследствии Евгений Ануфриев также был награждён медалью «За оборону Москвы».
Военной биографии Евгения Ануфриева и рассказу об участии ОМСБОН в обороне Москвы посвящены книги Игоря Алексеева «Миссия – победить!» и «Ген мужества».

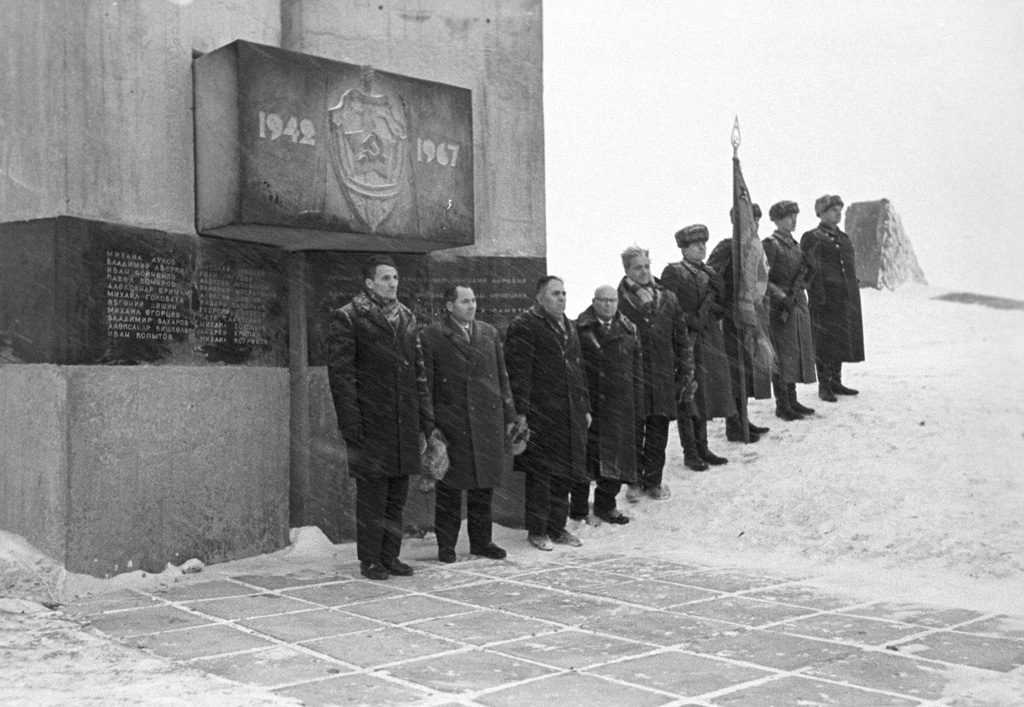
Открытие памятника 22 погибшим ОМСБОНовцам, 1967 год (Ануфриев — первый слева).

В дальнейшем Ануфриев служил в Таджикистане, в пограничных войсках на границе с Афганистаном. Демобилизация в пограничных войсках была задержана на несколько лет, до весны 1949 года. В 1947 году окончил заочно три курса исторического факультета Сталинабадского педагогического института.
Весной 1949 года демобилизовался и перевёлся в Московский областной педагогический институт (МОПИ), который окончил с отличием в 1952 году. Был оставлен в аспирантуре и избран секретарём парткома института, работал в этой должности 3 года.
После защиты кандидатской диссертации (1955) — старший преподаватель, доцент, заведующий кафедрой в МВТУ имени Н. Э. Баумана.
С 1965 года работал в Московском государственном университете (МГУ), там защитил диссертацию на соискание учёной степени доктора философских наук (1972), получил звание профессора и свыше 20 лет заведовал кафедрой. В качестве профессора читал лекции в крупнейших университетах страны, а также в Польше, Германии, Венгрии, Болгарии, Испании. В 1982 году Е. А. Ануфриеву присвоено почётное звание Заслуженный деятель науки РСФСР.
В 1985 году как участник Великой Отечественной войны в честь ознаменования 40-летия Победы, согласно Указу Президиума Верховного Совета СССР от 11 марта 1985 года, был награждён орденом Отечественной войны II степени.
Является автором философско-социологических работ по проблемам личности.
В 1999 году награждён медалью К. Д. Ушинского за заслуги в области педагогических наук. В 2003 году присвоено звание Заслуженного профессора МГУ. В 2017 году за заслуги в развитии науки, образования, подготовку квалифицированных специалистов и многолетнюю добросовестную работу награждён Почётной грамотой Президента Российской Федерации.
Скончался 5 февраля 2020 года в Москве. С воинскими почестями похоронен 8 февраля на Троекуровском кладбище Москвы.